# 西吉蘭
西吉蘭是伊朗的城市，位於該國西部札格羅斯山脈西部，由克爾曼沙汗省負責管轄，距離首府克爾曼沙赫105公里，海拔高度816米，受地中海氣候影響，2006年人口19,431。